# Eleventh Hour (série télévisée, 2008)
Cet article concerne la série télévisée américaine. Pour la série télévisée britannique, voir Eleventh Hour (série télévisée, 2006).
Pour les articles homonymes, voir The Eleventh Hour.
Eleventh Hour (ou Onzième Heure au Québec) est une série télévisée américaine en 18 épisodes de 42 minutes, créée par Stephen Gallagher et diffusée entre le 9 octobre 2008 et le 2 avril 2009 sur le réseau CBS.
En France, la série a été diffusée à partir du 4 juillet 2009 sur TF1, dès le 25 février 2012 sur NT1 et depuis le 6 septembre 2015 sur 13e Rue, au Québec à partir du 25 août 2009 sur Mystère, et en Belgique sur La Une et La Deux.

## Synopsis
Le Dr Jacob Hood est un brillant biophysicien et un conseiller spécial en sciences pour le FBI qui est amené à enquêter sur des crimes de nature scientifique ou paranormale que d'autres agents seraient incapables de résoudre. Hood se révèle être la dernière ligne de défense du gouvernement, et sa mission consiste à préserver les avancées scientifiques des mains de personnes mal intentionnées. L'agent spécial Rachel Young, membre d'une équipe de protection des cadres du FBI, est assignée à la protection de Hood. Le Dr Hood et l'agent Young sont assistés dans leur mission par l'agent spécial Felix Lee.

## Distribution

### Acteurs principaux
- Rufus Sewell (VF : Bruno Choël) : Dr Jacob Hood
- Marley Shelton (VF : Karine Texier) : Rachel Young
- Omar Benson Miller (VF : Christophe Lemoine) : Felix Lee (épisodes 14 à 18)

### Invités
- Marc Blucas : Detective McNeil (épisode 1)
- Lindsay Pulsipher : Kelly Frost (épisode 1)

 Source et légende : version française (VF) sur RS Doublage

## Production
Cette série qui laisse une place importante à la science provient d'une série britannique du même titre diffusée en 2006.
La version originale d'ITV se constituait de quatre épisodes de 90 minutes. Cependant, avant que cette série ne soit diffusée pour la première fois, CBS a commandé treize épisodes au format d'une heure. L'épisode pilote a reçu un budget de quatre millions de dollars et les épisodes suivants un budget de deux millions chacun. La production avait filmé Mauvaises Graines comme un possible second épisode pilote, mais elle débuta tout de même la série avec le pilote original de quatre millions de dollars, Résurrection, à la place.
La série est un partenariat entre Jerry Bruckheimer Television, Granada Television et Warner Bros. Television.

## Épisodes
1. Résurrection (Resurrection)
2. Trop jeunes pour mourir (Cardiac)
3. Mauvaises graines (Agro)
4. Le Revers de la médaille (Savant)
5. Virus clandestin (Containment)
6. Givrés (Frozen)
7. Perte de contrôle (Surge)
8. Les Dieux du stade (Titans)
9. La chair est faible (Flesh)
10. Conduites à risque (H2O)
11. La Source miraculeuse (Miracle)
12. Jeunesse éternelle (Eternal)
13. Pinocchio
14. Minamata
15. Coups de foudre (Electro)
16. Ticket pour l'angoisse (Subway)
17. Parfum de scandale (Olfactus)
18. L'Enfant imaginaire (Medea)

## Personnages
- Jacob Hood est un conseiller scientifique auprès du FBI appelé pour enquêter sur des crimes qui pourraient avoir une explication scientifique. Bien qu'il soit brillant, il se perd parfois dans ses pensées, et ceci, ajouté à son peu d'attention et à des difficultés de sociabilité, font de lui quelqu'un de perçu comme étant assez excentrique. De plus, il n'est que très peu conscient du danger et n'a pas beaucoup d'instinct de survie, ce qui l'amène souvent à faire des choses qui mettent sa propre vie en danger, comme se jeter devant une voiture en fuite pour obtenir le numéro de la plaque d'immatriculation, ce genre de choses qui ennuient assez fréquemment Rachel. Auparavant, il avait une femme qui est décédée d'un cancer et dont il a pris soin tout au long de sa maladie. De plus, il ne sait pas bien conduire, ce qui force Rachel à insister que ce soit toujours elle qui tienne le volant. Il semblerait aussi qu'il soit athée et qu'il ait de nombreuses connaissances sur toutes sortes de sujets se rapportant aux sciences, aux mathématiques et à la philosophie.

- Rachel Young doit s'occuper de Hood, son travail est de le protéger, mais elle dit que son travail est aussi de "le protéger de lui-même", ce dont il ne se préoccupe que très peu, lui rendant souvent la tâche bien plus difficile. Il peut de temps en temps la déranger, mais elle se préoccupe vraiment de son bien-être, voyant ses excentricités avec une certaine affection exaspérée, bien qu'elle soit souvent gênée à cause de et pour lui. La plupart du temps elle est embêtée lorsqu'il s'implique trop dans une affaire ce qui le mène à faire quelque chose de stupide ou quand par exemple il s'assied sur son bouton d'alerte par accident. On remarque au fur et à mesure, que le Dr Hood est son seul ami, bien que de nombreux hommes essaient de flirter avec elle. On nous suggère aussi qu'elle serait la dernière en date d'une longue liste de protecteurs de Hood, mais elle refuse de se laisser repousser petit à petit comme il l'a fait avec les autres.

- Felix Lee arrive plus tard dans la série lorsqu'il demande à aider Jacob Hood sur une affaire (bien que l'on découvre plus tard qu'il l'a en fait supplié). Après que l'affaire a été résolue, il demande à travailler avec lui à temps plein, affirmant que ce qu'ils font est tout simplement incroyable. Il obtient le travail et fera d'une certaine manière office d'éclaireur, aidant l'équipe à se diriger vers les lieux d'intérêt et rassemblant le matériel nécessaire pour quand Hood et Young arrivent sur place. Bien qu'il aime son travail, Félix se sent un peu méprisé par tout le travail qu'il effectue et le peu de louanges qu'il reçoit.

## Critique
Malgré l'absence d'éléments de science-fiction ou d'intervention du surnaturel dans la série, plusieurs l'ont comparée à la série X-Files : Aux frontières du réel,.
En réponse à la série, la Biotechnology Industry Organization a lancé le blog, EleventhHourFacts.com  Ce blog regroupe des avis d'experts discutant la véracité scientifique de chacun des cas apparus dans les épisodes à travers différents supports multimédias.